# كامة وأخدود
اقتران الكامة والأخدود (Cam and groove coupling)، والذي يُعرف أيضًا بمعدات أقفال الكامة أو Cam&اقتران الأخدود، 

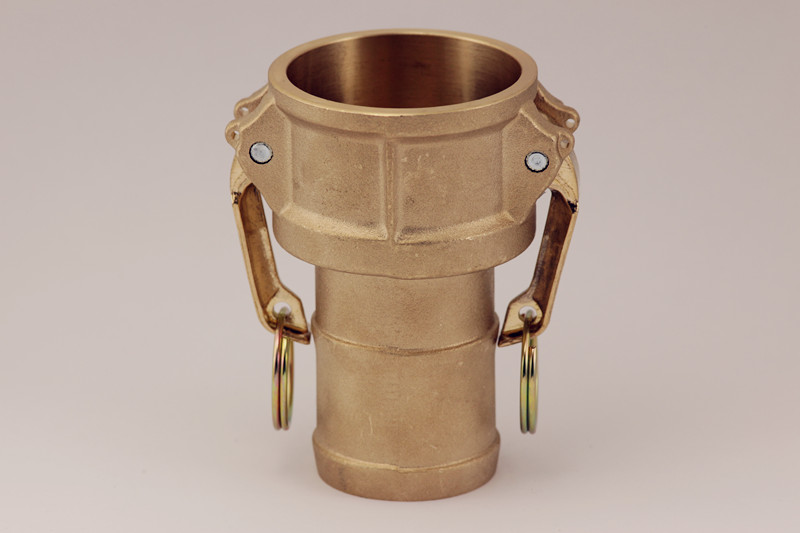
الكامة والأخدود

 هو أحد أنواع قارنات التوصيل السريعة التي تُستخدم عادةً في أغلب الصناعات كوصلات خراطيم لمنع التسرب. 
ويعد ذلك النوع من القارنات من أكثر الأنواع انتشارًا لأنه من الطرق البسيطة والاقتصادية لإعادة الربط والفصل.
ويُمكن استخدام اقتران الكامة والأخدود في الأنظمة التي يحدث فيها ملء سريع للبراميل الكيميائية. ومن الممكن أيضًا يُستخدم اقتران الكامة والأخدود في المصانع التي تحتاج لنقل الصبغات، ومواد الطلاء، والحبر. كما يُستخدَم اقتران الكامة والأخدود في الأماكن التي تحتاج لتغيير الخراطيم بانتظام للوصول إلى المزيج الصحيح. وعلاوة على ذلك، فهو مناسب لشاحنات البترول، إلخ.
وعمومًا، تُعد الأنواع التالية أكثر أنواع اقتران الكامة والأخدود انتشارًا:
- النوع A:محول وسن لولب أنثى، واللولب النموذجي هو الأنابيب البريطانية القياسية (BSP) أو سن لولب الأنابيب الوطنية (NPT)
- النوع B:وصلة وسن لولب ذكر، واللولب النموذجي هو الأنابيب البريطانية القياسية (BSP) أو سن لولب الأنابيب الوطنية (NPT)
- النوع C: وصلة وساق
- النوع D:وصلة وسن لولب أنثى، واللولب النموذجي هو الأنابيب البريطانية القياسية (BSP) أو سن لولب الأنابيب الوطنية (NPT)
- النوع E: محول وساق
- النوع F:محول ولولب ذكر، واللولب النموذجي هو الأنابيب البريطانية القياسية (BSP) أو سن لولب الأنابيب الوطنية (NPT)
- النوع DC: غطاء واقِ من الغبار
- النوع DP: صمام غبار

## المعيار
- A-A-59326 (نسخة قديمة تُسمى MIL-C-27487)
- EN14420-7

وبعيدًا عن تلك الأنواع الرئيسة، قد يختلف نوع وصلة الخرطوم/الأنبوب مثل لحام الشفة، واللحام التناكبي، وزجاج الرؤية في الشاحنات، إلخ.

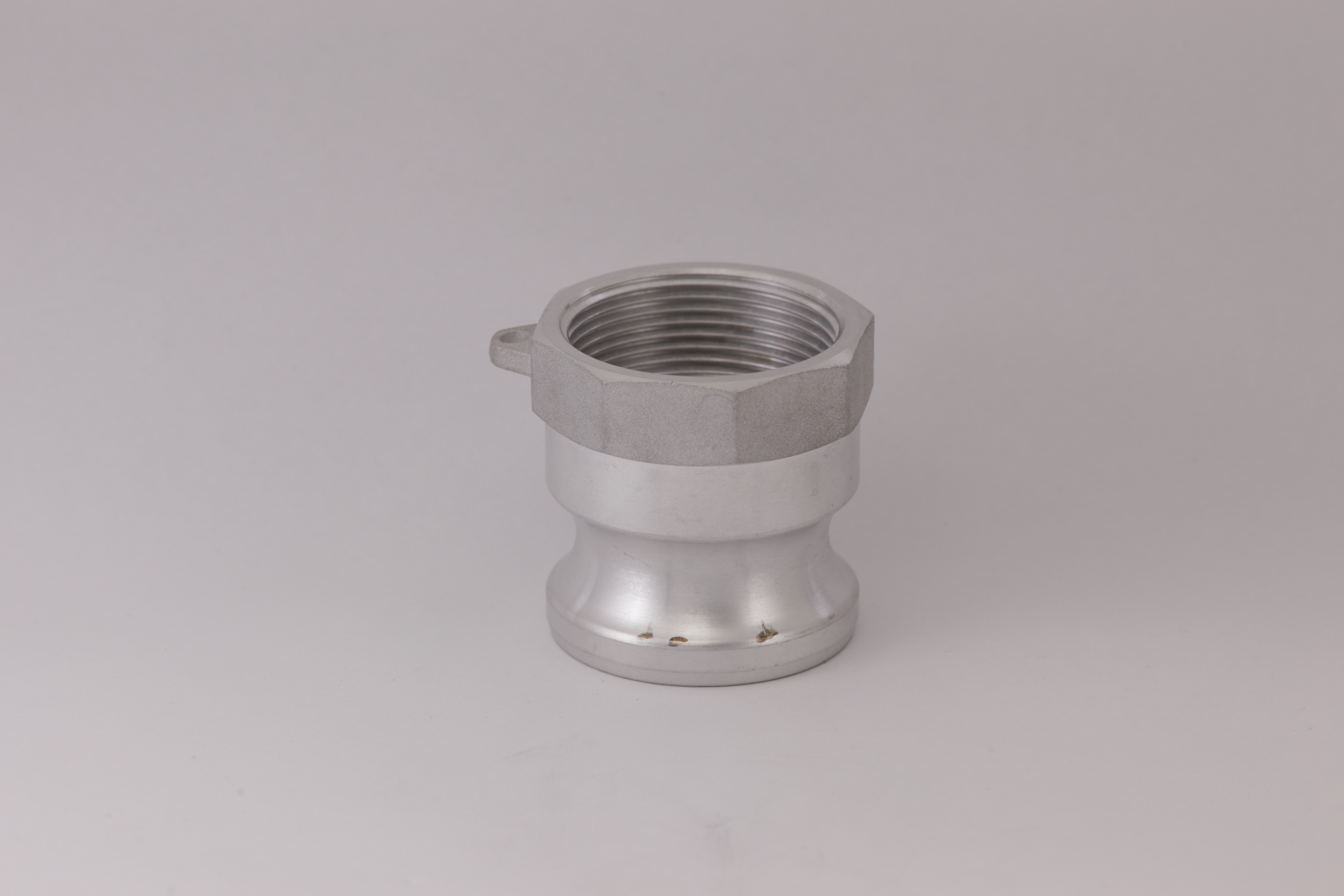
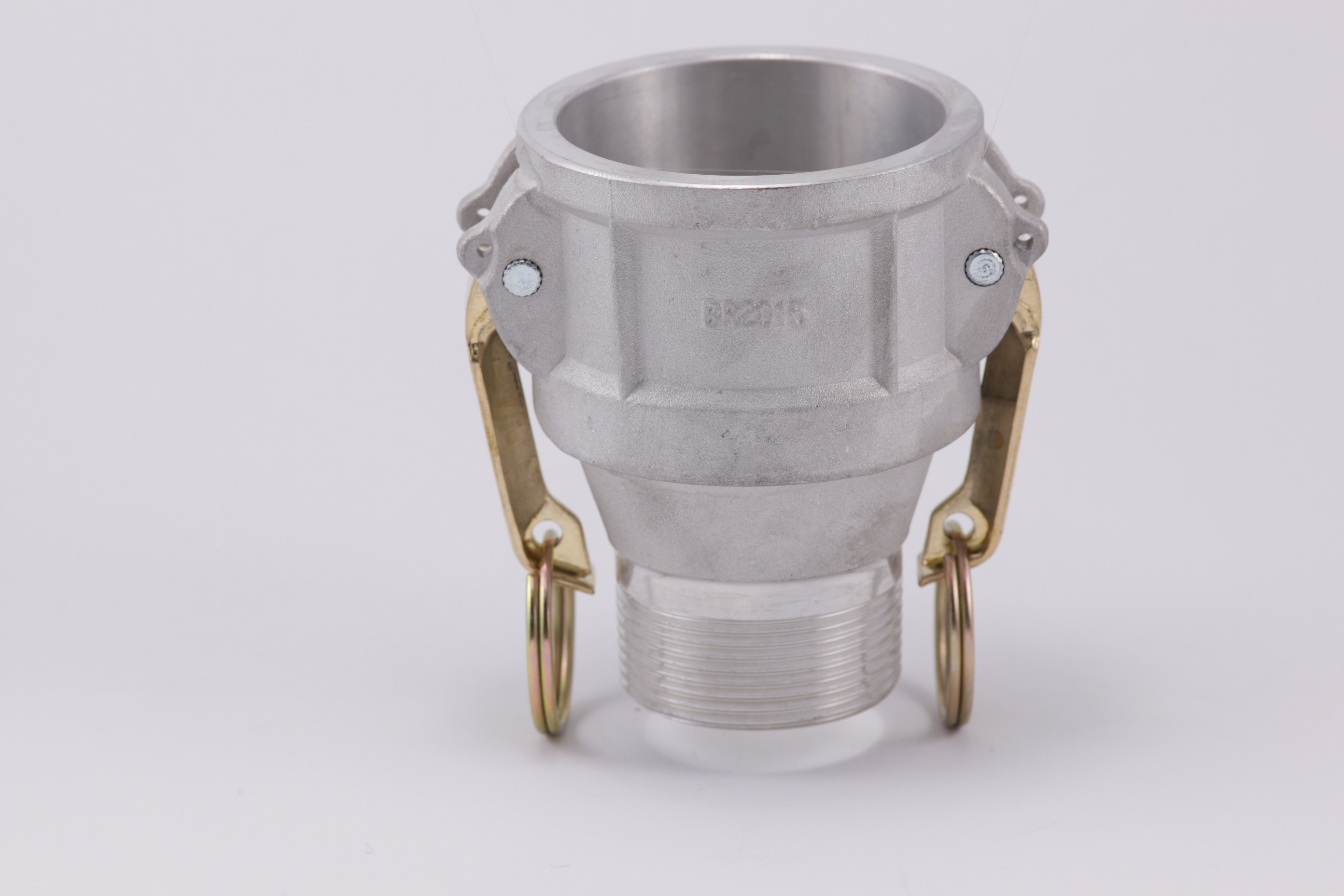
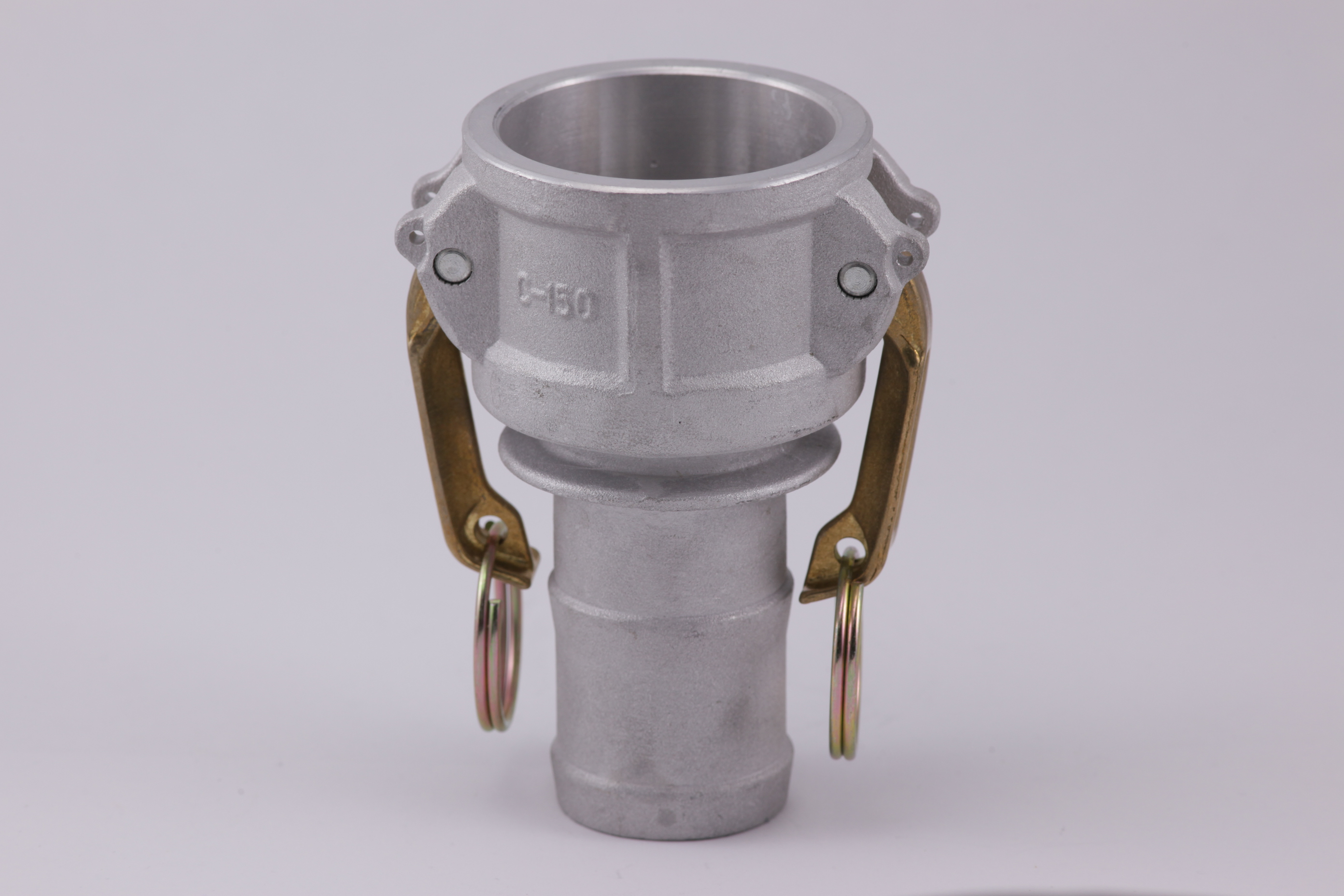
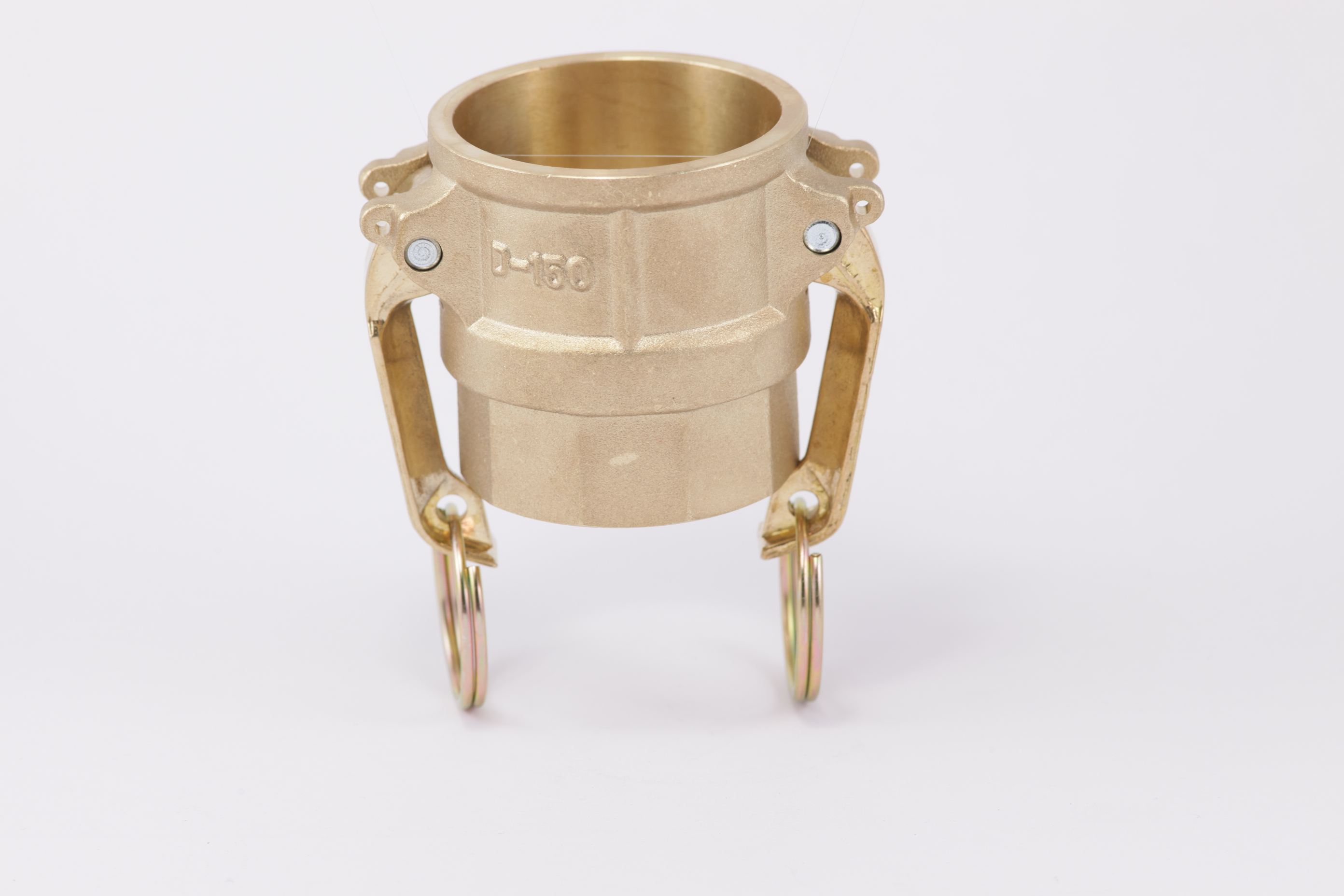